# 銀座ヨシノヤ
株式会社銀座ヨシノヤ（- ぎんざヨシノヤ、英文名称GINZA YOSHINOYA CO.,LTD.）は、創業100年を超える、日本の高級婦人靴ブランド。足長・足囲・足幅を組み合わせた精度の高い「足型タイプ別サイズ表示」の採用や、シューフィッター制度の導入など、企画製造から販売まで一貫して「履きよさ」を追求し続けている。

## 沿革
- 1907年 - 矢代徳次郎により、尾張町二丁目（今の銀座六丁目）にて、ヨシノヤ靴店創業。
- 1923年 - 関東大震災に被災。銀座本店が焼失。
- 1927年 - 「合資会社ヨシノヤ靴店」設立。2代目矢代恒太郎が代表に就任。
- 1930年 - 日本初の舞踏靴の取扱いを開始。
- 1931年 - ヨシノヤオリジナルのバレエ靴を開発・販売。後に宝塚歌劇、日劇、松竹のバレエ靴を一手に引き受ける。
- 1938年 - 「株式会社ヨシノヤ靴店」に改組（代表取締役　矢代恒太郎）。
- 1950年 - 第1回東京都製靴技術競技会の紳士靴、婦人靴、子供靴の各部門で通産大臣賞を授与。
- 1958年 - 日本靴連盟会長であった矢代恒太郎が、革靴標準サイズを作成する。
- 1976年 - 銀座四丁目に総合的な大型店の銀座四丁目店を出店。
- 1976年 - 全天候型の“オールウエザーシューズ”発売。
- 1979年 - フィッティング研修会を実施。シューフィッター養成の基となる。
- 1982年 - JIS規格の改正に対応し、足長、足囲、足幅による「足型タイプ別サイズ表示」を実施。
- 1989年 - 銀座四丁目店にトータルイージーオーダーシステム「CREA」(クリエ)を開設。
- 1992年 - 創業85周年。それを契機に商号を「株式会社銀座ヨシノヤ」に変更。

## ブランド
- GINZA Yoshinoya（銀座ヨシノヤ）
- FRESCA(フレスカ）
- MEN'S
- KID'S
- IMPORT

## 直営店舗
| - 北海道 - 札幌東急店 - 札幌丸井今井店 - 札幌三越店 - 青森 - なし - 岩手 - なし - 宮城 - 仙台藤崎店 - 仙台三越店 - 秋田 - なし - 山形 - なし - 福島 - なし - 茨城 - 水戸京成店 - 栃木 - 宇都宮東武店 - 群馬 - なし - 埼玉 - 浦和伊勢丹店 - 大宮そごう店 - 川越まるひろ店 - 熊谷八木橋店 - 千葉 - 柏高島屋店 - 千葉そごう店 - 船橋東武店 | - 東京 - 銀座六丁目本店 - 上野松坂屋店 - 日本橋三越店 - 渋谷東急店 - 池袋西武店 - 池袋東武店 - 新宿伊勢丹店 - 町田小田急店 - 吉祥寺東急店 - 立川伊勢丹店 - 玉川SC店 - 神奈川 - 上大岡京急店 - たまプラーザ店 - 横浜そごう店 - 藤沢小田急店 - 新潟 - 新潟伊勢丹店 - 富山 - 富山大和店 - 石川 - 香林坊大和店 - 金沢エムザ店 - 福井 - 福井西武店 - 山梨 - なし - 長野 - ながの東急店 - 岐阜 - なし | - 静岡 - 静岡伊勢丹店 - 静岡松坂屋店 - 浜松遠鉄店 - 愛知 - 名古屋名鉄店 - 名古屋松坂屋店 - 名古屋高島屋店 - 三重 - なし - 滋賀 - なし - 京都 - 京都伊勢丹店 - 京都高島屋店 - 大阪 - 梅田阪急店 - 梅田阪神店 - 千里阪急店 - 阿倍野近鉄店 - 兵庫 - 神戸阪急店 - 奈良 - 奈良近鉄店 - 和歌山 - なし - 鳥取 - なし - 島根 - なし - 岡山 - 岡山天満屋店 | - 広島 - 福山天満屋店 - 広島福屋店 - 広島そごう店 - 山口 - なし - 徳島 - なし - 香川 - 高松三越店 - 愛媛 - なし - 高知 - 高知大丸店 - 福岡 - 小倉井筒屋店 - 博多阪急店 - 福岡岩田屋店 - 福岡三越店 - 佐賀 - なし - 長崎 - 長崎浜屋店 - 熊本 - 熊本鶴屋店 - 大分 - 大分トキハ店 - 宮崎 - 宮崎山形屋店 - 鹿児島 - 鹿児島山形屋店 - 沖縄 - 沖縄リウボウ店 |